# Isole Alhucemas
Le isole Alhucemas (in spagnolo Islas Alhucemas) sono un piccolo arcipelago appartenente alla Spagna situato di fronte alla costa settentrionale del Marocco.

## Geografia
L'arcipelago è formato dal Peñón de Alhucemas e da due isolotti, l'Isla de Tierra e l'Isla de Mar. Si trovano a circa 155 km a est di Ceuta e a 100 km a ovest di Melilla; le due piccole isole sono situate a sud-ovest del Peñón, a una distanza rispettivamente di 800 e 900 metri, e a soli 50 dalla linea costiera.
L'Isla de Tierra, la più vicina alla costa marocchina, misura 0,017 km²; l'Isla de Mar 0,014 km². La prima arriva a 11 metri d'altitudine, la seconda a 4.

## Abitanti
Il Peñón de Alhucemas possiede una guarnigione di 350 soldati mentre gli altri isolotti sono disabitati.